# Liste des sénateurs belges (législature 1939-1946)
Pour les articles homonymes, voir Liste des sénateurs belges.
Liste des sénateurs pour la législature 1939-1946 en Belgique, à la suite des élections législatives par ordre alphabétique.

## Président
- Robert Gillon

## Membres

### élus
1. Lucien Beauduin (arr. Louvain), questeur
2. Louis Bernard (nl) (arr. Charleroi-Thuin)
3. baron Pol-Clovis Boël, libéral 2evice-président (arr. Mons-Soignies) († 13.7.1941) remplacé par Henry Delanney le 20/9/1944
4. Raymond Boon (arr. Bruxelles)
5. Gaston Bossuyt (arr. Courtrai-Ypres)
6. Auguste Buisseret (arr. Liège)
7. Henri Carton de Tournai (arr. Tournai-Ath)
8. Louis Catala catholique (arr. Mons-Soignies)
9. Robert Catteau (arr. Bruxelles)
10. Edouard Claessens (arr. Anvers) († 19.01.1945) remplacé 4.12.1945 par Karel Van Damme
11. Adrien Claus (arr.Termonde-Saint-Nicolas)
12. Daniel Clesse (arr. Neufchâteau-Virton) († 26.07.1940) remplacé par Auguste Devaux
13. Leon Coenen (arr. Anvers) († 19.11.1940)
14. Joseph Coole († 11.7.1940) (arr.Courtrai-Ypres)
15. Cools (arr.Bruxelles)
16. Henri Corbeels (arr.Louvain)
17. Auguste Criquelion (arr. Tournai-Ath)
18. Paul Crokaert (arr. Bruxelles)
19. August De Boodt (nl) (arr. Malines-Turnhout)
20. Jules De Brouwer (arr. Gand-Eeklo)
21. Jan-Jozef De Clercq, secrétaire (arr. Anvers)
22. Joseph De Clercq, questeur (arr. Audenarde-Alost)
23. baron René de Dorlodot (arr. Charleroi-Thuin)
24. comte Henri de la Barre d'Erquelinnes catholique, questeur (arr. Mons-Soignies)
25. Léo De Lille (arr. Roulers-Tielt)
26. Augustin De Maeght (arr. Bruxelles)
27. Fernand Demets, secrétaire (arr. Bruxelles)
28. Demoulin (arr. Charleroi-Thuin)
29. Guillaume-Ghislain De Nauw (arr. Audenarde-Alost)
30. Léon Dens (arr. Anvers) († 11.1940)
31. chevalier Charles Dessain (arr. Malines-Turnhout) († 5.9.1944)
32. Jozef Deumens (arr.Hasselt/Tongres-Maaseik)
33. Joris De Vos, secrétaire (arr. Termonde-Saint-Nicolas) († 4.11.1942) remplacé 20.09.1944 par Alfons Du Bois
34. Victor De Wals (arr. Louvain)
35. Albert D'Haese (arr. Audenarde-Alost)
36. Octave Dierckx (arr. Bruxelles)
37. Henry Disière (arr. Namur/Dinant-Philippeville)
38. Amédée Doutrepont, secrétaire (arr. Bruxelles)
39. Piet Finné (arr. Bruxelles)
40. Eugène Flagey (arr. Bruxelles)
41. Joseph Fobe (arr. Gand-Eeklo)
42. Olympe Gilbart (arr. Liège)
43. baron Charles Gillès de Pélichy (arr. Roulers-Tielt)
44. Louis Gob (arr. Verviers)
45. Lodewijk Goemans (arr. Anvers)
46. Léon Guinotte (arr.Charleroi-Thuin)
47. Joseph Hanquet, secrétaire (arr.Liège)
48. Jules Hans (arr.Nivelles)
49. Hyacinth Harmegnies socialiste (arr.Mons/Soignies)
50. Isidore Heyndels communiste (arr.Bruxelles)(† 22/12/1942, déporté à Dachau) remplacé par Jean Taillard le 23/8/1945
51. Justin Houben (arr. Anvers)
52. Hyacinthe Housiaux (arr. Namur/Dinant-Philippeville)
53. Guillaume Joachim (arr.Huy-Waremme)
54. Alfred Laboulle(nl) (arr.Liège)
55. Pierre Lalemand (arr.Bruxelles) († 29.9.1941)
56. Alfred Leurquin (arr.Nivelles)
57. Edmond Leysen (arr. Malines-Turnhout)
58. Henri Longville (arr.Anvers)
59. Léon Matagne (arr.Charleroi-Thuin), secrétaire
60. baron Georges Meyers (nl) (arr. Hasselt/Tongres-Maaseik)
61. Albert Moulin (arr.Tournai-Ath)
62. Gilbert Mullie (arr.Courtrai-Ypres), 3e vice-président
63. Joseph Nihoul (arr. Huy-Waremme)
64. Walter Noël communiste(arr.Liège) († 23/8/1942, déporté à Dachau)
65. baron Pierre Nothomb (arr. Arlon-Marche-Bastogne/Neufchâteau-Virton)
66. Henri Ohn (arr.Verviers)
67. Hubert Pierlot (arr.Arlon-Marche-Bastogne/Neufchâteau-Virton)
68. Alphonse Pincé (nl) (arr. Termonde-Saint-Nicolas)
69. Marius Renard (arr.Bruxelles)
70. Hubert Rogister (arr.Liège) († 1944) remplacé par François Logen
71. Jules Roland socialiste (arr.Mons-Soignies)
72. Louis Rombaut (arr. Anvers)
73. Edmond Ronse (arr. Gand-Eeklo)
74. Édouard Ronvaux (arr.Namur/Dinant-Philippeville)
75. Sacré (arr. Termonde-Saint-Nicolas)
76. Léon Sasserath (arr.Namur/Dinant-Philippeville)
77. Maurice Servais (arr.Namur/Dinant-Philippeville)
78. vicomte Alfred Simonis (arr.Verviers)
79. Joseph Smets (arr.Hasselt/Tongres-Maaseik)
80. Marcel Sobry (arr.Furnes-Dixmude-Ostende)
81. Alexandre Spreutel socialiste (arr.Mons-Soignies)
82. Emmanuel Temmerman (arr.Anvers)
83. Jean Thenaers (arr. Hasselt/Tongres-Maaseik)
84. Valentin Tincler communiste(arr. Charleroi-Thuin) (+ 7.8.1942, déporté Mauthausen)
85. Fernand Van Ackere (arr. Gand-Eeklo)
86. Charles Van Belle (arr.Liège), questeur
87. Joseph Van Cauwenbergh (arr. Malines-Turnhout)
88. Arthur Vanderpoorten (arr. Malines-Turnhout)
89. Alfred Vander Stegen (nl) (arr.Gand-Eeklo)
90. Gomar Vandewiele (arr.Audenarde-Alost)
91. Edmond Van Dieren (arr.Malines-Turnhout) (jusque 07.1945)
92. Edouard Van Eyndonck (arr.Anvers)
93. Victor Van Hoestenberghe (nl) (arr.Bruges)
94. William Van Remoortel (arr. Bruxelles)
95. Joseph Van Roosbroeck (arr.Malines-Turnhout), secrétaire
96. Edouard Van Vlaenderen (arr. Furnes-Dixmude-Ostende)
97. Arthur Verbrugge (arr. Bruges)
98. Emiel Vergeylen (arr. Gand-Eeklo)
99. Louis Verheyden (arr. Louvain)
100. Benoni Vermeulen (arr. Courtrai-Ypres; jusqu'au 18.4.1939)
101. Achiel Verstraete (arr.Gand-Eeklo)
102. Antoon Wittevrongel (arr. Roulers-Tielt; jusque 14.11.1939: remplacé par René De Smedt)
103. Edmond Yernaux (arr.Charleroi-Thuin)

### provinciaux
- Georges Barnich
- Rodolphe Bernard
- Jean Bouilly socialiste
- Jules Casterman socialiste
- Debeuckelaere
- Adolphe Demets
- René De Smedt (jusqu'au 5.12.1939)
- August De Wilde
- Louis Donvil
- Jozef Fehrenbach
- A. Forton
- Gustaaf Gabriël (nl)
- François Galderoux
- baron Paul Gendebien catholique
- Numa Goblet socialiste († 1.9.1945) remplacé par F.Delecluse
- Robert Godding
- Paul Henricot
- Jamoulle
- Edouard Janssens († 1.10.1943) remplacé le 27.12.1944 par Andreas Clercx
- Léon Legrand
- Daniël Leyniers, 2e vice-président
- François Logen (démissionne 1944[1])
- Marcel Loumaye
- Joseph Lysens (jusque 09.1944)
- Joseph Mignolet
- Edgard Missiaen
- Baptiste Molet (ou Mollet), socialiste
- Gerard Neels (nl)
- Maurice Orban
- Étienne Orban de Xivry
- Fernand Petit
- Jos Smits
- Joseph Tirou libéral
- Frans Toch
- Marcel Vandenbulcke
- Georges Vanhonsebrouck
- Victor Van Laerhoven socialiste
- Cyrille Van Overbergh
- Georges Vigneron
- Emile Vinck, 1er vice-président
- Herman Vos

### cooptés
- François André socialiste († 2.11.1945) remplacé par Ernest Rongvaux
- Mlle Maria Baers catholique
- Joseph Bologne socialiste
- Hendrik Borginon (nl) VNV
- Pieter-Jan Broekx (nl) catholique
- Émile Coulonvaux libéral
- chevalier Pierre David catholique
- Edgard De Bruyne catholique
- Henri De Man socialiste
- Pierre De Smet catholique
- Pierre Diriken, socialiste
- Robert Gillon libéral, président
- Arthur Jauniaux socialiste
- Georges Limage catholique
- Corneille Mertens socialiste
- Romain Moyersoen catholique
- François Olyff libéral
- Joseph Pholien catholique
- Henri Rolin socialiste
- Père Georges Rutten catholique
- Mme Marie Spaak socialiste
- August Vermeylen socialiste († 10.1.1945) remplacé par Piet Vermeylen